# Prawit Wongsuwan
Prawit Wongsuwan (Bangkok, 11 de agosto de 1945) es un político y militar tailandés se desempeñó como primer ministro interino de Tailandia desde el 24 de agosto de 2022 hasta el 30 de septiembre de 2022. 
Anteriormente fue ministro de Defensa de Tailandia de 2008 a 2011 y de 2014 a 2019. Es el vicepresidente del Consejo Nacional para la Paz y el Orden (NCPO) y también ocupa el cargo de vice primer ministro. De 2004 a 2005 fue comandante en jefe del Ejército Real de Tailandia (RTA). 
Tras el fallo del Tribunal Constitucional de Tailandia del 24 de agosto de 2022, en el que el tribunal suspendió al primer ministro, el general Prayut Chan-o-cha, de su cargo de primer ministro en espera de la deliberación sobre si había excedido el límite constitucional del mandato para el cargo de primer ministro, Prawit se convirtió en primer ministro interino de Tailandia hasta y a menos que el tribunal ordene a Prayut dejar el cargo.

## Vida y carrera
El padre de Prawit era el mayor general Prasert Wongsuwan. Tiene cuatro hermanos menores: el senador Almirante Sithawat Wongsuwan; el general de policía Patcharawat Wongsuwan (ex comisionado general de la Policía Real de Tailandia ); ex técnico de joyería y reparación de relojes, fallecido entrenador de fútbol Pongphan Wongsuwan; y Phanpong Wongsuwan.
Prawit asistió a la escuela preparatoria Saint Gabriel's College y Armed Forces Academies (clase 6, se graduó en 1965). Después de graduarse de la Real Academia Militar de Chulachomklao (clase 17) en 1969, se convirtió en oficial del 21.° Regimiento de Infantería (Guardia de la Reina), 2.° División de Infantería. En 1978, completó el curso de Comando y Estado Mayor de Tailandia. Después de un golpe fallido en abril de 1981, lideró por turnos los regimientos 2 y 12 de la 2.ª División de Infantería. En 1992, fue nombrado ayudante de campo real. En 1996 fue ascendido a comandante de la 2.ª División de Infantería. Después de graduarse de la Escuela de Defensa Nacional de Tailandia en 1997, se convirtió en subcomandante y en 1998 en comandante de la Primera Región del Ejército (responsable de Bangkok y el centro de Tailandia). En 2001, fue nombrado subjefe del Estado Mayor responsable de la rama operativa del ejército. Volvió a comandar la 1.ª Región del Ejército, antes de ser ascendido a subcomandante en jefe del ejército en 2003 y comandante en jefe en 2004. Después de retirarse del servicio militar activo, se convirtió en juez de las cortes marciales supremas. Luego del golpe de Estado de 2006, fue designado miembro de la Asamblea Nacional Legislativa. 
En diciembre de 2008, Prawit fue nombrado ministro de Defensa en el gabinete de Abhisit Vejjajiva, cargo que ocupó hasta agosto de 2011. Durante las protestas políticas tailandesas de 2010 a las que el gobierno reaccionó declarando un estado de emergencia y finalmente una represión militar, Prawit fue subdirector, después del 5 de octubre de 2010 director del Centro para la Resolución de la Situación de Emergencia.
Prawit es conocido como el mentor (o "hermano mayor") de una camarilla militar llamada "Burapha Payak (tigres del este)", que generalmente comienzan sus carreras en el 21.° Regimiento de Infantería (apodado "Queen's Tigers") con sede en Prachinburi en el este de Tailandia. Este grupo incluye al ex comandante en jefe Anupong Paochinda y su sucesor Prayut Chan-o-cha. Kasit Piromya, un exdiputado del Partido Demócrata que se desempeñó como ministro de Relaciones Exteriores de 2008 a 2011, dijo que a lo largo de su carrera, Prawit ha sido el mentor de Prayut, ayudándolo a escalar posiciones. "Prawit era como un hermano mayor", dijo Kasit. Prawit a menudo se considera un patrocinador de las protestas antigubernamentales durante la crisis política tailandesa de 2013-14, citado como un líder potencial en los rumores de golpe (que él negó), o como un posible candidato a primer ministro en caso de que el anti- movimiento de gobierno debe tener éxito.

## Golpe de Estado de 2014

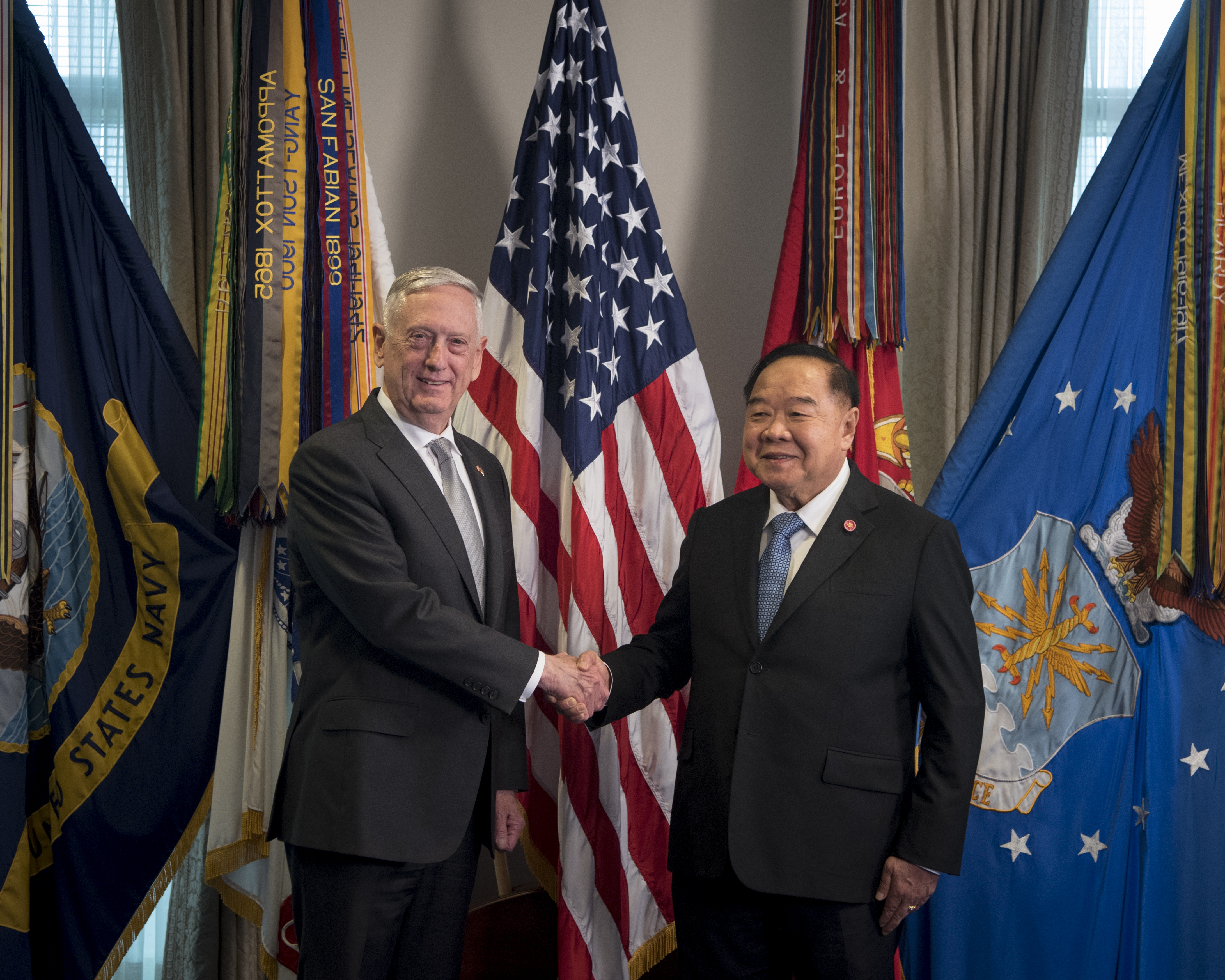
Prawit Wongsuwan con el secretario de Defensa James Mattis en el Pentágono en Washington D. C. en 2018

Según Paul Sanderson, escribiendo para New Mandala, Prawit es "ampliamente considerado el arquitecto del golpe de 2014".
Después del golpe de Estado del 22 de mayo de 2014, la junta nombró a Prawit presidente de su "junta asesora". El 31 de agosto de 2014 fue nombrado vice primer ministro y ministro de Defensa en el gabinete de Prayut. El 16 de septiembre también fue nombrado vicepresidente del Consejo Nacional para la Paz y el Orden (NCPO). En sus múltiples funciones, Prawit forma parte de "...más de 50 comités".

## Vida personal
Prawit es soltero. Le gusta correr y jugar al golf en su tiempo libre.